# Кумурдо

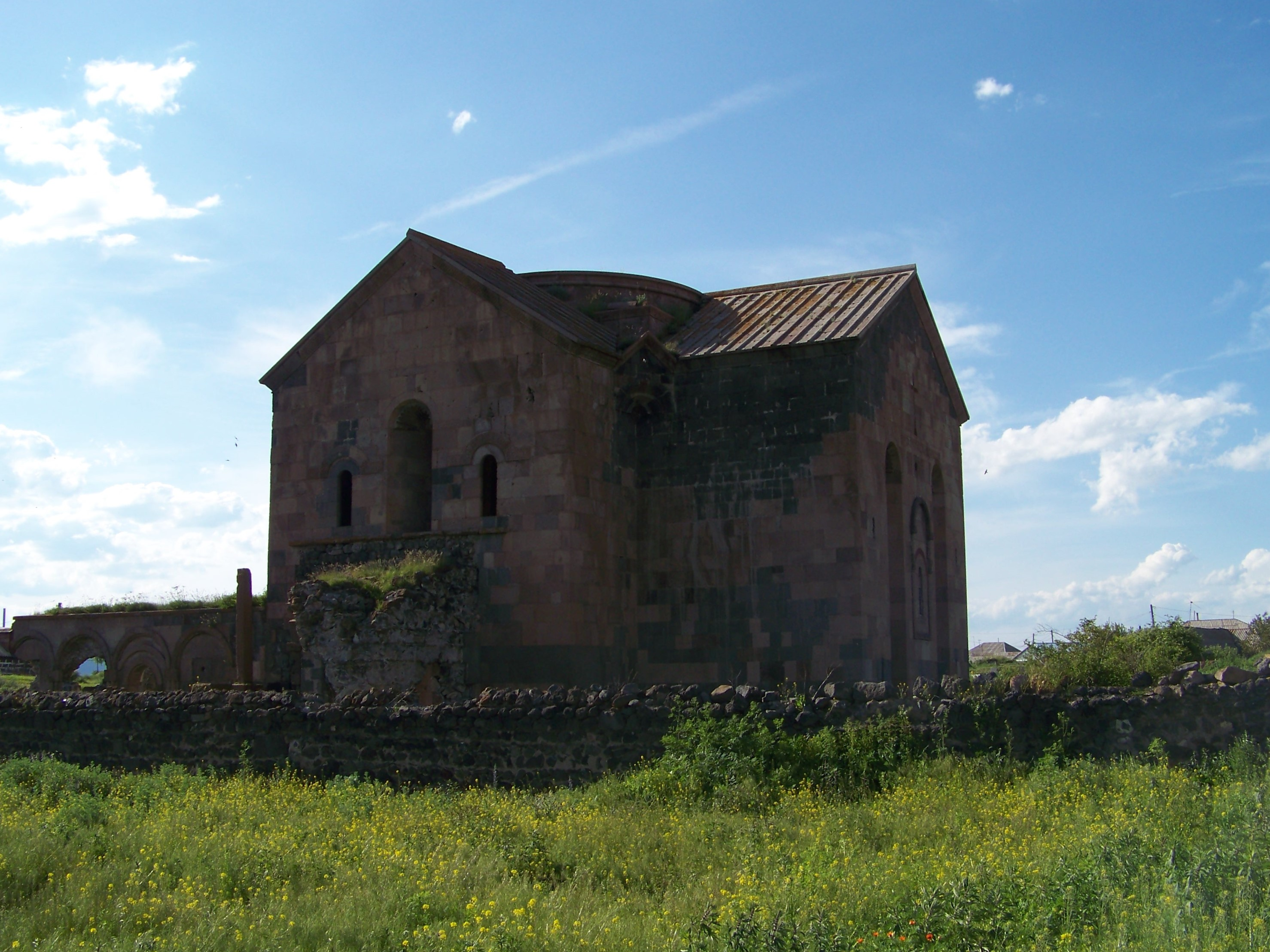
Кумурдо

Кумурдо (груз. კუმურდო) — руины грузинской епископской церкви, которые находятся в нескольких километрах от Вардзии, расположенные на склоне горы. Является замечательным примером грузинской средневековой храмовой архитектуры. Храм удовлетворительно сохранился. В настоящее время идут восстановительные работы, с целью придать храму первичный облик.
На стенах храма сохранилось множество грузинских надписей. Одна из них гласит, что фундамент храма был создан «с Божьей помощью» в течение правления царя Леона — царя Абхазии — в 964-м году. Вероятно, в этот период храм серьёзно восстанавливался (местность Джавахети входила в состав Абхазского царства в X—XI веках).
Другие записи на стенах рассказывают о сооружении южной галереи в период Баграта IV (1027—1072), и также о реконструкции храма в XVI веке. В церкви основательно разрушена крыша, барабанный купол и входной портал. Но сохранилась крестообразный фасад, справа от которого тянется стена с арочными нишами (вроде восточных мечетей).